# Кошарищенська сільська рада
Кошарищенська сільська рада — колишня адміністративно-територіальна одиниця та орган місцевого самоврядування в Коростишівському районі Малинської і Волинської округ, Київської та Житомирської областей Української РСР з адміністративним центром у селі Великі Кошарища.

## Населені пункти
Сільській раді на час ліквідації були підпорядковані населені пункти:
- с. Великі Кошарища

## Населення
Кількість населення ради, станом на 1931 рік, становила 596 осіб.

## Історія та адміністративний устрій
Створена 1923 року в с. Великі Кошарища Коростишівської волості Радомисльського повіту Київської губернії. 7 березня 1923 року увійшла до складу новоствореного Коростишівського району Малинської округи. На 1931 рік — російська національна сільська рада.
Станом на 1 вересня 1946 року сільська рада входила до складу Коростишівського району Житомирської області, на обліку в раді перебувало с. Кошарище.
Ліквідована 11 серпня 1954 року, відповідно до указу Президії Верховної ради УРСР «Про укрупнення сільських рад по Житомирській області», територію та с. Великі Кошарища приєднано до складу Кмитівської сільської ради Коростишівського району Житомирської області.